# 大格盧姆恰
50°56′20″N 27°33′14″E / 50.93889°N 27.55389°E
大格盧姆恰（烏克蘭語：Велика Глумча），是烏克蘭北部的村莊，隸屬日托米爾州的茲維亞赫爾區。該村始建於1577年，面積1.4平方公里，海拔高度198米，2001年人口345。